# Ius Italicum
Das Ius Italicum bezeichnete im Römischen Reich ein Privileg, das bestimmten Städten außerhalb der Apenninhalbinsel gewährt wurde. Diese Kommunen erhielten durch kaiserliches Dekret einen Rechtsstatus, der ihnen die gleichen Vorzüge gewährte wie italienischen Städten. Trotz ihrer geografischen Lage in den Provinzen wurden sie rechtlich als Bestandteil Italiens behandelt.

## Rechtsstatus und Implikationen
Die Verleihung des ius Italicum brachte Städten erhebliche rechtliche Privilegierungen und wirtschaftliche Vorteile. Sie waren von der Kopfsteuer (tributum soli, tributum capitis) befreit, wodurch sie sich gegenüber nicht begünstigten Provinzialgemeinden finanziell bevorzugt erwiesen. Darüber hinaus galt innerhalb dieser Städte das römische Zivilrecht, wodurch die Einwohner quiritisches Eigentum erlangen konnten. Grundstücke innerhalb des Stadtgebiets waren ager Romanus, was zu einer Vereinheitlichung der Rechts- und Wirtschaftsordnung führte. Zusätzlich erhielten die Städte mit ius Italicum eine erweiterte Selbstverwaltung und waren weitgehend unabhängig von den Statthaltern. Dies verschaffte ihnen eine bevorzugte Stellung innerhalb der Verwaltungsstruktur des Römischen Reiches.

## Historische Entwicklung und Verleihung
Das ius Italicum wurde insbesondere in der frühen Kaiserzeit als Instrument zur Integration und Privilegierung ausgewählter Provinzstädte genutzt. Städte wie Berytus, Antiochia in Pisidien, Philippi, Lugdunum und Colonia Claudia Ara Agrippinensium (heutiges Köln) erhielten dieses besondere Recht. Die damit verbundene rechtliche Aufwertung spielte eine entscheidende Rolle bei der Romanisierung des Reiches, da sie wirtschaftliche Anreize schuf und zugleich das römische Recht in die Provinzen übertrug.

## Abschaffung
Mit der Constitutio Antoniniana im Jahr 212 n. Chr., durch die Kaiser Caracalla allen freien Bewohnern des Reiches die römische Bürgerschaft verlieh, begann das ius Italicum an Bedeutung zu verlieren.